# 穀遠県
穀遠県（こくえん-けん）は中華人民共和国山西省にかつて存在した県、現在の長治市沁源県城関南部に相当する。
前漢により設置され、西晋により廃止された。